# Pantokrator (Band)
Pantokrator ist eine schwedische Death-Metal-Band, die im Jahr 1996 gegründet wurde. Die Band hat eine EP, drei Studio-Alben und eine Zusammenstellung aus anderen Alben veröffentlicht. Sie spielt Old School Death Metal mit progressiven Elementen, ihre Texte enthalten biblische Themen aus christlicher Sicht.

## Bandgeschichte
Nach der Aufnahme zweier Demos, einer Demo-Mini-CD und einer selbst veröffentlichten Zusammenstellung, erschienen sie auf dem renommierten schwedischen Metal-Festival Bobfest und im nationalen Fernsehen in einem kurzen Bericht. Nach einer selbst veröffentlichten EP, Songs of Solomon, unterzeichneten sie den Vertrag mit Rivel Records, die ihr erstes Album im Jahr 2002 veröffentlichten. Ein zweites Album, Aurum wurde auf dem deutschen Label Whirlwind Records veröffentlicht.
Ein Musikvideo für das Lied Göttliches Licht erschien bei Rivel Records. Die Band hat am The Gates Of Metal Festival, einem großen schwedischen Hard Rock und Metal-Musik-Ereignis, gespielt, bei dem auch Dimmu Borgir und Edguy auftraten. Die Band ist eine von fünf christlichen Metal-Bands in der Filmdokumentation Light in Darkness – Nemesis Divina, die christlichen Metal untersucht.

## Diskografie
- 1997: Unclean Plants/Ancient Path (Demo)
- 1998: Even Unto the Ends of the Earth (Demo)
- 2000: Allhärskare (Demo)
- 2001: Songs of Solomon (EP)
- 2002: Blod (Album, Rivel)
- 2007: A Decade of Thoughts (Best Of, Monumentum Scandinavia)
- 2007: Aurum (Album, Whirlwind)
- 2014: Incarnate (Album, Soundmass/Rottweiler Records)